# Eriogonum polypodum
Eriogonum polypodum är en slideväxtart som beskrevs av John Kunkel Small. Eriogonum polypodum ingår i släktet Eriogonum och familjen slideväxter. Inga underarter finns listade i Catalogue of Life.